# Gampsorhynchus torquatus
Gampsorhynchus torquatus е вид птица от семейство Pellorneidae.

## Разпространение
Видът е разпространен във Виетнам, Китай, Лаос, Малайзия, Мианмар и Тайланд.